# FC Rotor Volgograd
FC Rotor Volgograd (în rusă ФК Ротор Волгоград) este un club profesionist de fotbal din Volgograd, Rusia. Echipa evoluează în Liga Națională, cel de-al doilea eșalon fotbalistic rusesc.

## Istorie
Și denumirea actuală și numele "Traktor" fac referire la Fabrica de Tractoare Stalingrad, un mare producător de tractoare în timpul Bătăliei de la Stalingrad din cel de-al Doilea Război Mondial.
Rotor a petrecut o lungă perioadă de timp la nivel regional, mai ales fiindcă în 1970 odată cu creearea Ligii Superioare a URSS, divizia lor a fost coborâtă de la nivelul al doilea la cel de-al treilea. În 1988 Rotor a terminat pe locul doi în Prima Ligă Sovietică, reușind astfel să promoveze în Liga Superioară. Aici termină sezonul pe locul 13 și este obligată să retrogradeze dinn nou, însă câștigă divizia secundă în 1991 și devine astfel membră fondatoare a Primei Ligi Ruse de după dizolvarea Uniunii Sovietice.

### Epoca postsovietică
În anii 1990, Rotor a fost unul dintre cele mai puternice cluburi din Rusia, bătându-se cu Spartak Moscova pentru câștigarea campionatului, dar fără să îl câștige vreodată. Totuși, Rotor a fost vicecampioană în sezoanele 1993 și 1997.
Rotor a jucat timp de cinci sezoane consecutive în competiții europene între 1994 și 1999. Echipa s-a calificat anual în Cupa UEFA, în afara de sezonul 1996-1997 când a jucat în Cupa UEFA Intertoto. Din păcate, căderea comunismului a dus la o scădere drastică de resurse în comparație cu celelalte formații din vestul Europei. Excepția a venit în sezonul 1995-1996, când rușii au reușit să elimine formația engleză Manchester United. Scorul de pe teren propriu a fost 0-0, iar pe Old Trafford Rotor a reușit să marcheze două goluri până la prima reacție a englezilor. Echipa a fost la un pas de a câștiga, dar portarul lui United Peter Schmeichel a înscris golul egalizator. Cu toate acestea, Rotor a trecut în runda a doua datorită golurilor din deplasare, acolo fiind eliminați de către clubul francez Girondins de Bordeaux.
Începând cu anul 2000, clubul a început să decadă, terminând sezonul 2003-2004 pe ultimul loc în Prima Ligă Rusă. Patronul Vladimir Goriunov, membru în Duma de Stat și președinte al Comitetului Parlamentar pentru Sport, a încercat să găsească diferite metode pentru a salva echipa, cum ar fi extinderea numărului de participante la 20, însă în ianuarie 2005 Rotor nu a mai îndeplinit cerințele financiare și a pierdut licența sportivă.
La începutul anului 2006, Rotor-2 Volgograd a devenit prima echipă, preluând și numele acesteia. Omul de afaceri Oleg Miheev a achiziționat pachetul de acțiuni al clubului de la Stadionul Central, dar problemele financiare au continuat.
În 2009 Federația Rusă și-a depus candidatura pntru Campionatul Mondial din 2018, iar orașul Volgograd era în cărți pentru construcția unui nou stadion, dar cu condiția de a avea un club profesionist pentru a folosi arena după turneu. Deoarece FC Rotor nu era un candidat plauzibil, guvernul a înfiinșat o nouă entitate, FC Volgograd, inteționând ca aceasta să preia numele ulterior. Cele două cluburi au fuzionat și Rotor Volgograd a promovat în Liga Națională.
Ministerul regional pentru Sport a investit 150 de milioane de ruble (4,9 milioane de dolari) în bugetul clubului, totul terminându-se cu un eșec, întrucât Rotor a retrogradat de pe locul 17. Datorită conducerii de mai apoi a guvernatorului Brovko, echipa a promovat înapoi în divizia secundă în sezonul 2011-2012, rămânând acolo din acel moment.

## Lotul actual
La 21 decembrie 2017.
| Nr. |       | Poziție | Jucător               |
| --- | ----- | ------- | --------------------- |
| 1   | Rusia | P       | Valeri Poliakov       |
| 2   | Rusia | F       | Ilya Ionov            |
| 4   | Rusia | F       | Ivan Drannikov        |
| 5   | Rusia | F       | Anton Piskunov        |
| 6   | Rusia | F       | Yuri Taratorenkov     |
| 7   | Rusia | A       | Vladimir Romanenko    |
| 10  | Rusia | M       | Artur Rylov           |
| 11  | Rusia | M       | Roman Konțedalov      |
| 13  | Rusia | M       | Igor Krutov           |
| 16  | Rusia | P       | Aleksandr Kobzev      |
| 17  | Rusia | F       | Aleksandr Sidorichev  |
| 18  | Rusia | M       | Oleg Nikolaiev        |
| 20  | Rusia | F       | Aleksandr Stoliarenko |
| 21  | Rusia | M       | Viktor Borjic         |
| 22  | Rusia | M       | Muhammad Sultonov     |

| Nr. |       | Poziție | Jucător             |
| --- | ----- | ------- | ------------------- |
| 24  | Rusia | A       | Ivan Stolbovoi      |
| 27  | Rusia | F       | Andrei Kuznețov     |
| 33  | Rusia | M       | Nail Zamaliiev      |
| 45  | Rusia | A       | Maxim Votinov       |
| 47  | Rusia | M       | Vladislav Sisuiev   |
| 67  | Rusia | F       | Sergei Kolicev      |
| 77  | Rusia | P       | Denis Kavlinov      |
| 88  | Rusia | F       | Andrei Kireiev      |
| 93  | Rusia | F       | Viktor Yefimov      |
| 94  | Rusia | A       | Danila Khakhalev    |
| 97  | Rusia | A       | Evgheni Ceabanov    |
| --  | Rusia | F       | Ruslan Abazov       |
| --  | Rusia | M       | Serghei Kuzneșov    |
| --  | Rusia | M       | Aleksei Rebko       |
| --  | Rusia | A       | Aleksandr Korotaiev |

## Palmares
Prima Ligă Rusă
- Vicecampioană (2): 1993, 1997

Cupa Rusiei
- Finalistă (1): 1995

Prima Ligă Sovietică
- Câștigătoare (1): 1991

### Record european
| Sezon   | Competiție     | Rundă      | Club                 | Acasă | Deplasare | General |  |
| ------- | -------------- | ---------- | -------------------- | ----- | --------- | ------- |  |
| 1994-95 | Cupa UEFA      | Runda 1    | FC Nantes            | 3–2   | 0–3       | 3–5     |  |
| 1995–96 | Cupa UEFA      | Runda 1    | Manchester United    | 0–0   | 2–2 (a)   | 2–2     |  |
| 1995–96 | Cupa UEFA      | Runda 2    | Bordeaux de Bordeaux | 1–2   | 0–1       | 1–3     |  |
| 1996–97 | Cupa Intertoto | Grupa 7    | Ataka Minsk          |       | 4-0       |         |  |
| 1996–97 | Cupa Intertoto | Grupa 7    | Șahtar Donețk        | 4–1   |           |         |  |
| 1996–97 | Cupa Intertoto | Grupa 7    | Antalyaspor          |       | 1-2       |         |  |
| 1996–97 | Cupa Intertoto | Grupa 7    | FC Basel             | 3–2   |           |         |  |
| 1996–97 | Cupa Intertoto | Semifinala | LASK Linz            | 5–0   | 2–2       | 7–2     |  |
| 1996–97 | Cupa Intertoto | Finala     | Guingamp             | 1–2   | 0–1       | 1–3     |  |
| 1997–98 | Cupa UEFA      | Calificări | Odra Wodzisław       | 2–0   | 4–3       | 6–3     |  |
| 1997–98 | Cupa UEFA      | Runda 1    | Örebro SK            | 2–0   | 4–1       | 6–1     |  |
| 1997–98 | Cupa UEFA      | Runda 2    | SS Lazio             | 0–0   | 0–3       | 0–3     |  |
| 1998–99 | Cupa UEFA      | Calificări | Steaua Roșie Belgrad | 1–2   | 1–2       | 2–4     |  |

## Stadion

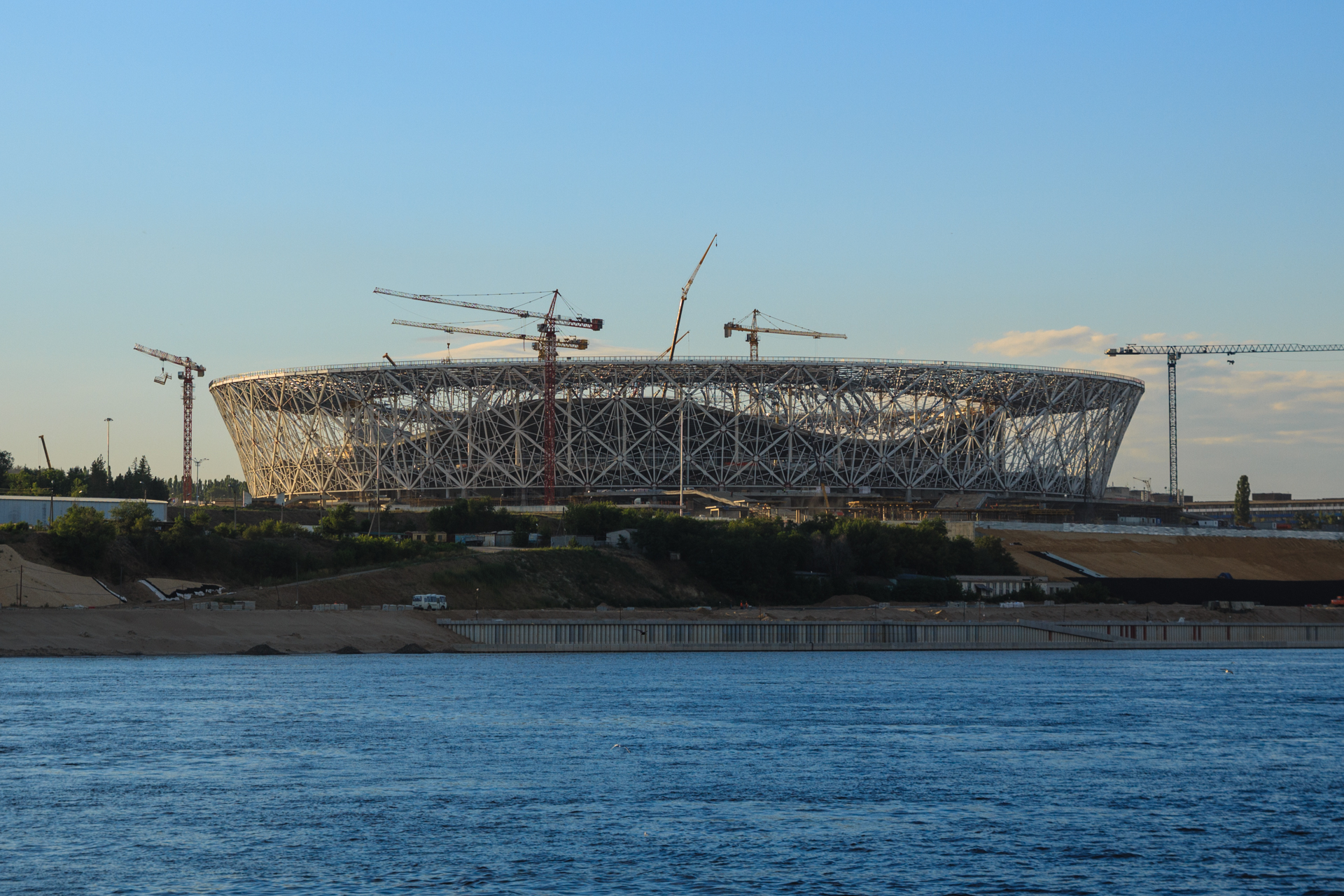
Volgograd Arena

FC Rotor Volgograd își dispută meciurile pe „Volgograd Arena”. Acest stadion este un stadion de fotbal în orașul Volgograd, capitala regiunii Volgograd, subdiviziune administrativă în Federația Rusă, construit pe locul fostului Stadion Central. În conformitate cu decizia FIFA, stadionul va găzdui mai multe jocuri la Campionatul Mondial de Fotbal 2018. Stadionul are o capacitate de 45.568 de spectatori.